# Herman de Baets

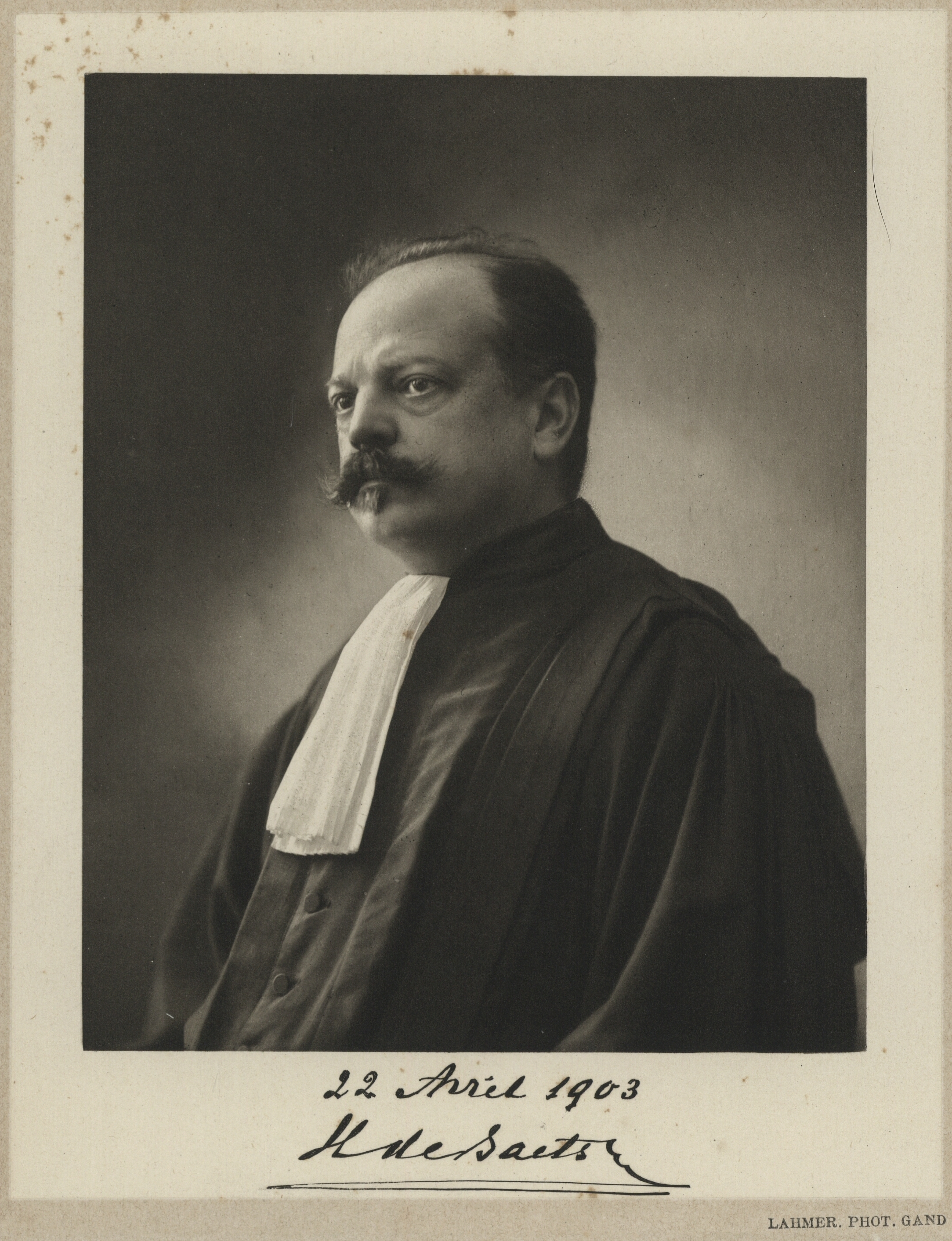
Herman de Baets (1903)

Hermanus Maria (Herman) de Baets (Gent, 8 september 1856 - Gentbrugge, 2 juni 1922) was een Belgisch advocaat, hoogleraar en politicus.

## Biografie
Herman de Baets was een zoon van Coralia Braeckman en Pierre de Baets, advocaat, journalist, gemeenteraadslid van Gent en volksvertegenwoordiger. Zijn broer was Maurits de Baets, priester, kanunnik en hoogleraar.
Hij liep school aan het Sint-Barbaracollege in Gent en behaalde de diploma's van doctor in de politieke en administratieve wetenschappen (1875) en doctor in de rechten (1877) aan de Rijksuniversiteit Gent. Na zijn studies werd hij advocaat bij het hof van beroep van Gent. In 1891 werd hij voorzitter van de Conferentie van de Jonge Balie en in 1898 stafhouder van de balie van Gent. Ook was De Baets van 1898 tot 1900 ondervoorzitter en van 1902 tot 1904 voorzitter van het Verbond der Belgische Advocaten. Hij doceerde bovendien van 1893 tot 1898 aan de Rijksuniversiteit Gent.
Van 1892 tot 1894 was de Baets provincieraadslid van Oost-Vlaanderen. Voor de parlementsverkiezingen van 1894 kreeg hij een plaats aangeboden op de lijst van de Christene Volkspartij van priester Adolf Daens, maar hij ging niet op het voorstel in. Van 1895 tot 1898 was hij gemeenteraadslid van Gent. Van 1900 tot 1921 zetelde hij andermaal in de Oost-Vlaamse provincieraad. Van 1912 tot 1921 was hij lid van de bestendige deputatie.
Tijdens de Eerste Wereldoorlog verklaarde hij dat de Duitse bezetter het recht had de Gentse universiteit te vernederlandsen en dat bijgevolg de uitgereikte diploma's geldig waren. Deze uitspraak leverde hem na de oorlog een schorsing van drie maanden door de tuchtraad van de Orde van de Advocaten op.
De Baets was samen met Albert Mechelynck oprichter en redacteur van Flandre judiciaire. Hij was tevens voorzitter van de redactieraad van Magasin littéraire.